# Nassimah Dindar
Nassimah Dindar, née Mangrolia le 20 janvier 1960 à Saint-Louis (La Réunion), est une femme politique française.
Elle est la première femme élue présidente du conseil départemental de La Réunion, fonction qu'elle occupe de 2004 à 2017. Elle préside également la Droite sociale, un parti politique réunionnais, puis rejoint l'UDI. Elle a été sénatrice entre 2017 et 2023.

## Biographie

### Situation personnelle
Nassimah Mangrolia naît dans une famille nombreuse de condition modeste dont elle est le sixième enfant et qui compte un total de douze. Son père, professeur coranique, lui dispense une éducation religieuse stricte marquée par son appartenance à la communauté zarabe.

### Études et profession
Son baccalauréat littéraire en poche, la jeune femme obtient une maîtrise de lettres sur Paul et Virginie à l'université de Provence Aix-Marseille I. Titulaire du CAPLP, elle enseigne le français et l'histoire au lycée professionnel du Butor à Saint-Denis.
À la fin des années 1980, elle commence à militer pour la condition féminine au sein de l'association Femmes actuelles de La Réunion, une association créée par Therese Baillif dont elle devient présidente en 1996.

### Parcours politique
Nassimah Dindar est d'abord élue conseillère régionale en 1998 sur la liste de Margie Sudre. Elle devient ensuite secrétaire départementale adjointe du Rassemblement pour la République (RPR) puis, en 2002, troisième adjointe à la mairie de Saint-Denis et vice-présidente du conseil général de La Réunion, en se faisant élire dans le premier canton de Saint-Denis.
Élue à la tête de cette institution en 2004, elle est la première femme présidente du conseil général de La Réunion et la première femme musulmane présidente d'un département en France. Elle est par ailleurs vice-présidente de l'Assemblée des départements de France.
Elle est nommée déléguée générale à la diversité au sein du bureau national de l'UMP, où elle participe au rayonnement des départements d'outre-mer et à la promotion des « savoir vivre ensemble » ultramarins et réunionnais. En 2005, elle est pressentie comme secrétaire d'État à l'Intégration lors de la constitution du gouvernement de Villepin. Ses actions citoyennes et la politique d'aide aux personnes qu'elle a impulsées lui valent d'être décorée, en 2006, de l'ordre national du Mérite.
Au cours de la campagne présidentielle de 2007, elle interpelle la candidate socialiste Ségolène Royal, en lui faisant remarquer son manque d'assiduité aux réunions organisées sur le thème des violences faites aux femmes, dans un communiqué coécrit avec Valérie Pécresse et Bérengère Poletti. À cette occasion, elle déclare à la presse réunionnaise que « les violences n'ont pas de couleur politique et l'encourage à rendre espoir aux victimes par les actes »[réf. nécessaire].
Elle se présente aux élections législatives de juin 2007 sur la première circonscription de La Réunion en tant que « candidate de la majorité présidentielle » face au candidat sortant investi par l'UMP, le député-maire René-Paul Victoria. Attaquée durant la campagne, elle déposera officiellement plainte[réf. nécessaire]. Éliminée au premier tour avec 5 381 voix, elle apporte son soutien au candidat UMP qui emporte la mandature. Au soir de sa rėélection, ce dernier demande néanmoins par écrit aux instances parisiennes de prononcer l'exclusion de Nassimah Dindar.
En juillet 2007, Nassimah Dindar est nommée conseiller politique chargé de la diversité auprès de Nicolas Sarkozy. 
En février 2008, elle est nommée par Jean-Louis Borloo, alors ministre de l'Écologie, présidente du comité opérationnel outre-mer du Grenelle de l'environnement. Sept thématiques sont retenues, parmi lesquelles l'énergie et le traitement des déchets, et deux chefs de projet sont désignés : Philippe Leyssène, pour le ministère des Outre-mer, et Colin Niel, pour le ministère de l'Écologie. Le comité comprend trois députés d'outre-mer et les présidents des conseils généraux de Guadeloupe et Guyane.
Lors des élections cantonales françaises de 2008, elle est réinvestie par l'UMP comme candidate sur le premier canton de Saint-Denis mais reléguée en dernière position sur la liste du maire sortant. Après de nombreuses tractations, les élus de droite sous la houlette de René-Paul Victoria, décident de proposer la candidature de Jean-Louis Lagourgue à la tête de la collectivité. Contre toute attente, le quorum n'est pas atteint le jour de l'élection alors qu'il est seul candidat. Une nouvelle majorité doit être trouvée. Le 23 mars, Nassimah Dindar est réélue présidente du conseil général avec une majorité sociale (UMP, Modem, Alliance (Parti communiste réunionnais et Free Dom) et PS) provoquant le courroux de René-Paul Victoria qui organise l'opposition en participant dans la foulée à la création, avec Didier Robert et 20 autres élus de droite, d'Objectif Réunion.
Réélue en 2011 avec deux tiers des suffrages du conseil général, elle annonce son intention de briguer, en juin 2012, le mandat de député de la première circonscription de La Réunion. Elle rejoint le MoDem et soutient François Bayrou à l'élection présidentielle de 2012. Candidate dans la première circonscription de Saint-Denis sous l'appellation « Centre pour la France », elle devance son adversaire UMP, René-Paul Victoria, de 264 voix, l'éliminant au premier tour. Elle se retrouve ainsi face à la candidate socialiste, Ericka Bareigts, dans le premier duel féminin dans une élection législative à Saint-Denis. Nassimah Dindar recueille 15 937 voix contre 19 611 voix pour la candidate socialiste.
Aux élections départementales de 2015, elle est réélue dès le premier tour dans son canton de Saint-Denis. Elle prend la tête du nouveau conseil départemental malgré le changement de majorité.
Elle est élue sénatrice de La Réunion lors des élections sénatoriales françaises de 2017. Candidate à nouveau en 2023, elle n'est pas réélue.
Alors que la loi sur le cumul des mandats lui impose de démissionner de ses fonctions départementales, un recours déposé devant le Conseil constitutionnel permet à Nassimah Dindar de prolonger son mandat à la présidence du conseil départemental de La Réunion. Le recours est annulé le 1er décembre 2017 et la sénatrice doit donc quitter son mandat départemental, ce qu'elle fait effectivement le 18 décembre 2017.
Nassimah Dindar est candidate pour l'Union des démocrates et indépendants et La République en marche aux élections municipales de 2020 à Saint-Denis. Sa liste arrive en troisième position au premier tour avec 13 % des suffrages, derrière la liste de l'union de la gauche conduite par la députée Ericka Bareigts (42,69 %) et la liste divers droite conduite par le président du conseil régional Didier Robert (24,88 %). Les négociations avec ce dernier en vue du second tour échouent et Nassimah Dindar fusionne sa liste avec celle d'Ericka Bareigts,. Farid Mangrolia, référent territorial de LREM, demande alors à la commission d'investiture du parti le retrait de son soutien à la candidate,.
Candidate à sa réélection dans le canton de Saint-Denis-2 lors des élections départementales de 2021, elle arrive largement en tête au premier tour avec 46,2 % des suffrages exprimés. Elle est ainsi contrainte à un second tour pour la première fois depuis 2001. Elle est réélue au second tour avec 56,2 % des voix.

## Affaires et controverses

### Affaire de Terre Rouge
En juin 2016, elle est condamnée à trois ans d’inéligibilité, six mois de prison avec sursis et 30 000 euros d’amende, dans le cadre d'une affaire de discrimination à l'embauche. En mars 2017, elle est relaxée en appel. En mars 2018, la Cour de cassation rejette le pourvoir du procureur général contre cette décision.

### Antenne du département de La Réunion à Paris
Le 6 décembre 2018, Nassimah Dindar est entendue par le magistrat instructeur sur la gestion de l’antenne parisienne du conseil départemental de La Réunion, dont la gestion a été dénoncée par la Chambre régionale des comptes (CRC). En 2012, le département a investi plus de six millions d’euros dans cette structure de 700 m2 sur six étages dans le quartier du Marais. Au quatrième étage se trouve un apparemment privé destiné à l'usage des élus et administratifs du département.
Le journal Le Quotidien déclare que cette antenne « nourrit des soupçons de fraude fiscale », « d’une gestion erratique », d’une « comptabilité défaillante » et des « embauches en dehors de tout cadre réglementaire ». Selon la CRC, le montage juridique de cette antenne « semble particulièrement discutable ». 
Cependant aucune plainte n'est déposée. L'antenne a fermé ses portes en mars 2019.

### Affaire du SDIS
Dans ses rapports sur le service départemental d'incendie et de secours (SDIS), la chambre régionale des comptes dénonce la gestion de cette structure et fait un signalement au procureur de la République de Saint-Denis, qui ouvre une enquête préliminaire en juin 2018 concernant des faits présumés de « prise illégale d’intérêts » et de « détournements de fonds publics »,. Il est reproché à Nassimah Dindar d’avoir réalisé des emplois de complaisances ; elle aurait recruté deux agents au SDIS afin qu’ils travaillent « à titre privé » à son domicile en tant que femme de ménage et jardinier.
En décembre 2018, Nassimah Dindar est entendue par la police en tant que témoin,. À la suite de cette audition et un an après la clôture de l'enquête, elle est convoquée au tribunal correctionnel pour « prise illégale d'intérêt », au motif qu'elle aurait « favorisé les conditions d'emploi de deux personnes qu'elle connaissait personnellement ». Les autres accusations — emplois fictifs, abus de biens sociaux — que la presse avait relayées sont abandonnées par les enquêteurs. 
Nassimah Dindar est relaxée en avril 2021, puis rejugée en 2023.

### Affaire de la villa du Bas de la Rivière
En octobre 2017, le Journal de l'île de La Réunion enquête sur la maison de Nassimah Dindar et fait des révélations sur les conditions d’achat de son domicile ainsi que sur la façon dont des travaux ont été réalisés. Après que le parquet de Saint-Denis a ouvert une enquête, le PNF a lui aussi ouvert une enquête,.
Le 25 avril, le domicile de Nassimah Dindar situé au 21 rue de la Digue dans le quartier du Bas de la Rivière à Saint-Denis est perquisitionné pendant trois heures par les enquêteurs du Parquet national financier dans le cadre d’une enquête préliminaire. Le PNF enquête sur l’achat d’une case créole classée à bas coût (130 000€). De plus, le PNF s’intéresse aux travaux réalisés dans ce domicile et suspecte que certains aient été menés sur le compte du département. De plus des entreprises ayant participé aux travaux auraient ensuite obtenu des marchés de la part du département et certains membres de leurs familles auraient été embauchés à la collectivité.

## Détail des mandats et fonctions
- Conseillère régionale de La Réunion (de 1998 à 2001)
- Conseillère générale puis départementale de La Réunion (depuis 2001)
- Présidente du conseil général puis départemental de La Réunion (de 2004 à 2017)
- Déléguée nationale chargée de la diversité de l'UMP (2005)
- Conseillère politique chargée de la diversité de l'UMP (2007)
- Présidente du comité opérationnel Outre-Mer du Grenelle de l'environnement (depuis 2008)
- Conseillère municipale de Saint-Denis (depuis 2014)
- Vice-présidente du conseil régional (depuis 2015)
- Sénatrice (2017-2023)